# Черкизово (усадьба)
Усадьба Черки́зово — бывшая усадьба князей Черкасских, расположенная в селе Черкизово. Объект культурного наследия регионального значения.

## История

### XV—XIX века

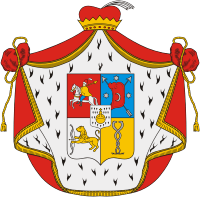
Герб князей Черкасских

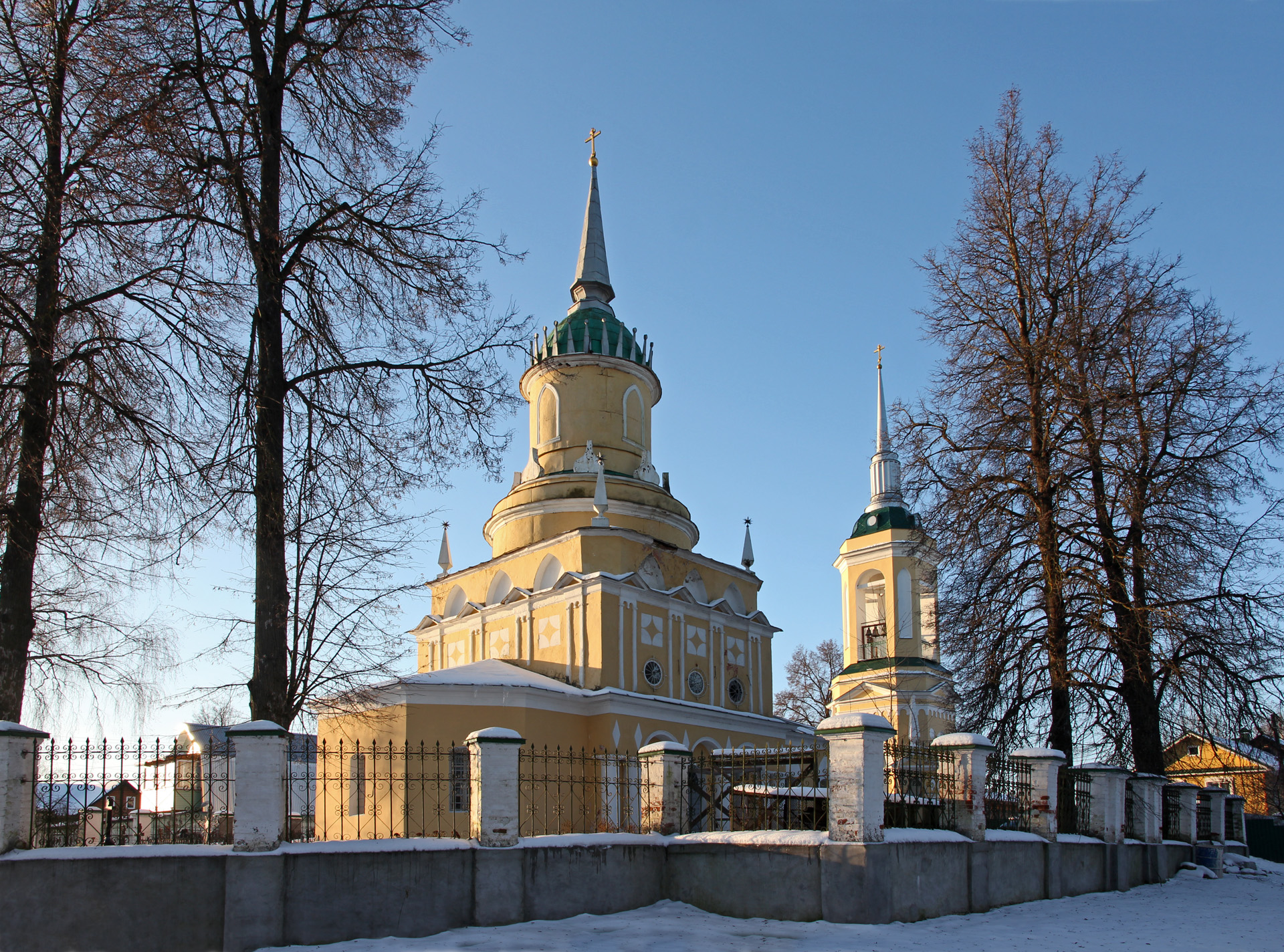
Церковь Николая Чудотворца, 2013 год

До 1430-х годов земли усадьбы принадлежали роду Старковых-Серкизовых, после междоусобной войны между князьями усадьба перешла в собственность Василию II Тёмному. В 1543 году село называлось Государевым, в нём бывал царь Иоанн IV. Впоследствии он подарил землю черкесскому мурзе Алегуку.
С 1689 года Черкизово перешло во владение Михаилу Алегуковичу Черкасскому, при котором были построены двор и деревянная Никольская церковь. В 1785-м году имением стал владеть Борис Михайлович Черкасский. Он перестроил усадьбу с помощью архитектора московской школы Матвея Казакова. Это был усадебный комплекс, состоящий из двухэтажного дворца, манежа, оранжереи, флигеля, псарного двора и малого дома. После отмены крепостного права усадьба была поделена между наследниками и начала приходить в упадок.

### XX век
В конце XIX века часть имения купил финансист Алексей Константинович Куманин, затем — Алексей Хлудов. Дети последнего владели усадьбой до Октябрьской революции.
В 1942 году оставшаяся половина была продана Василию Шервинскому. В его владении оказались 36 десятин земли, 34 из которых занимал сад, остальные две — одноэтажный дом Черкасских и хозяйственные постройки. Позднее, по проекту сына Шервинского — Евгения, на территории усадьбы была построена сельская школа в неорусском стиле. В 1930—1950-е годы благодаря Сергею Шервинскому, искусствоведу и поэту, имение стало культурным центром Подмосковья, где бывали Валерий Брюсов, Марина Цветаева, Анна Ахматова, Борис Пастернак, Михаил Лозинский.
В 1960 году усадьбу передали государству для строительства дома инвалидов. В результате построек корпусов интерната первоначальный архитектурный облик усадьбы был утрачен. В 1962 году школу занял клуб юных натуралистов, затем воскресная школа.
22 октября 1988 года на здании бывшей школы была открыта мемориальная доска, рассказывающая о владельцах усадьбы и её известных гостях.
В 2002 году усадьба Черкизово была отнесена к памятникам истории и культуры.
Из всех построек имения сохранились Успенский собор, Никольский храм, павильон в парке, школа, в который работает Черкизовский центр досуга и культуры имени В. Д. Шервинского, и двухэтажный флигель.

## Реставрация
Сохранившийся флигель усадьбы Черкизово в 2014 году был отдан в льготную аренду инвестиционной группе компаний ASG в рамках программы «Усадьбы Подмосковья». В результате реставрации здание в стиле зрелого классицизма расширится с 500 м² на 5000 м². Главный дом соединят с флигелями и композиционно объединят с Успенским собором. Усадьбу планируют использовать как гостиницу и музей.